# Регель, Василий Эдуардович
Василий Эдуардович Регель (Андреас Фридрих Вильгельм Регель) (9 декабря 1857, Санкт-Петербург — 1 декабря 1932, Ковно) — российский и советский историк-византинист и славист, член-корреспондент Российской академии наук, редактор журнала «Византийский временник», первый ректор Воронежского государственного университета.

## Биография
Родился в семье потомственных дворян-кальвинистов, происходивших из Германии. Его отцом был учёный-ботаник Э. Л. Регель. 
В 1875 году окончил Реформатское училище в Санкт-Петербурге. В 1875—1879 годах обучался на историко-филологическом факультете Санкт-Петербургского университета. Во время учёбы занимался славянской историей под руководством профессора В. И. Ламанского. Был оставлен в университете для подготовки к получению профессорского звания.
В 1884—1888 годах находился в командировке для работы в зарубежных архивах, посетил Афины, остров Патмос, Берлин, Париж, Рим, Вену, Лондон, Барселону и другие города. После завершения командировки, с 16 августа 1888 и до 1 января 1910 года состоял приват-доцентом Петербургского университета. В 1890 году вышла его магистерская диссертация на тему «О хронике Козьмы Пражского», высоко оценённая научным сообществом; 20 марта 1892 года он получил степень магистра всеобщей истории. В 1898 году его избрали членом-корреспондентом Императорской академии наук.
В 1913 году он переехал Юрьев, где 1 августа 1914 года стал ординарным профессором по кафедре всеобщей истории на историко-филологическом факультете Юрьевского университета. С 10 октября 1917 года — заслуженный профессор университета. 
В 1918 году, в связи с немецкой оккупацией Прибалтики, Юрьевский университет (вместе с преподавателями и учащимися) был эвакуирован в Воронеж и переименован в Воронежский университет, первым ректором которого был назначен В. Э. Регель. На этой должности он находился с 1918 по 1925 годы. Затем работал директором основанного им же Музея древностей и изящных искусств Воронежского государственного университета. 
В конце жизни эмигрировал в Литву. Умер в Ковно 1 декабря 1932 года.

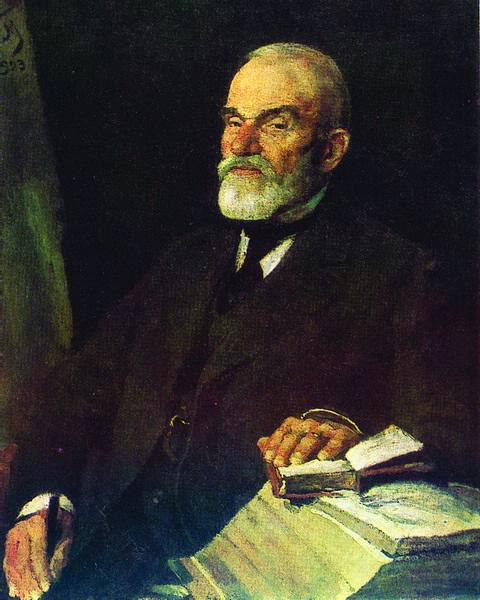
Портрет 1923 года

## Редакторская деятельность
Совместно с В. Г. Васильевским Регель был редактором византиноведческого журнала «Византийский временник» (в 1894—1899 гг.), который задумывался ещё в 1892 году. После смерти В. Г. Васильевского, Регель был единоличным редактором журнала (в 1900—1914 гг). Во время пребывания в Юрьеве он издал три тома журнала «Византийское обозрение» (1915—1917 гг.).

## Основные научные работы

### Монографии
- Регель В. Э. Хрисовулы афонского монастыря Ватопед. — СПб., 1898.
- Regel W. Analecta Byzantino-Russica — Petropoli, 1891. — CLIV+153 p.
- Regel W. Uber die Chronik des Cosmas von Prag. — Dorpat, 1892.

### Статьи
- Регель В. Э. Учредительные грамоты Пражской епархии // Сборник статей по славяноведению, составленный и изданный учениками В. И. Ламанского по случаю 25-летия его научной и профессорской деятельности. — СПб., 1883. — С. 265—330.
- Регель В. Э. О городе Даскилии и Даскилийском озере // Журнал Министерства Народного Просвещения. — 1887. — Ч. CCLI (251). — С. 1—7.
- Регель В. Э. О хронике Козьмы Пражского // Журнал Министерства Народного Просвещения. — 1890. — Ч. CCLXX (270). — С. 221—261.; Ч. CCLXXI (271). — С. 108—148; отд. изд. — СПб.: тип. В.С. Балашева, 1890. — 83 с.
- Регель В. Э. Хрисовулл императора Андрея Палеолога 13 апреля 1483 года // Византийский Временник. — 1894. — Т. I. Вып. 1. — С. 151—158.
- Регель В. Э. О трудах болгарского архиепископа Димитрия Хоматиана // Византийский Временник. — 1894. — Т. I. Вып. 1. — С. 259—260.
- Регель В. Э. О составлении перечня византийских грамот и писем // Византийский Временник. — 1894. — Т. I. Вып. 1. — С. 249—252.
- Регель В. Э. Год первого нашествия русских на Константинополь // Византийский Временник. — 1894. — Т. I. Вып. 1. — С. 258—259.
- Регель В. Э. О городе Плотинополе // Commentationes Philologicae. В честь И. В. Помяловского, к 30-й годовщине его ученой и педагогической деятельности. — СПб., 1897. — С. 147—151.